# Domingo Cullen
Domingo Alejandro Lorenzo Cullen y Ferraz (La Orotava, 26 de febrero de 1791 - San Nicolás de los Arroyos, 22 de junio de 1839) fue un político español radicado en la Argentina, ministro de gobierno y gobernador de la provincia de Santa Fe. Se enfrentó al jefe de la Confederación Argentina, Juan Manuel de Rosas, y fue derrocado y luego ejecutado por orden de este.

## Ministro en Santa Fe
Era descendiente de un inmigrante irlandés instalado en Canarias, y se recibió de contador en Santa Cruz de Tenerife. Se trasladó a Montevideo hacia 1820, donde se dedicó al comercio por el río Paraná.
Se unió a un grupo secreto que se proponía liberar a su provincia de la dominación brasileña y fue enviado a pedir ayuda para sus planes al gobernador santafesino Estanislao López. En 1823 él fue parte de la delegación oriental en el Tratado entre Santa Fe y el Cabildo de Montevideo, que, aunque aseguraba una alianza ofensiva y defensiva, terminó en nada al ver al enemigo al que se oponían. Aunque fracasó en su cometido, el gobernador lo empleó como ministro de hacienda, radicándose allí, casándose con Joaquina Rodríguez del Fresno, una cuñada de López e iniciando una larga familia en Santa Fe.
Fue diputado por Santa Fe en la firma del Pacto Federal, del que fue el redactor. Por este tratado, las cuatro provincias federales del litoral se aliaban contra la Liga Unitaria del Interior, comandada por José María Paz. Fue la base legal para la organización del país hasta el final de la época del gobernador porteño Juan Manuel de Rosas. Cuando Pascual Echagüe fue nombrado gobernador de Entre Ríos, pasó a ser ministro de gobierno de López.

## El bloqueo francés y la gobernación
Con motivo del bloqueo francés del Río de la Plata en 1838 fue comisionado ante el gobernador Rosas, para obtener un acercamiento entre este y el jefe de la flota enemiga. Tras fracasar en convencer a Rosas de ceder a las presiones de la escuadra francesa, negoció directamente con su comandante, Leblanc, el levantamiento del bloqueo para los buques que se dirigieran a la provincia de Santa Fe. Las instrucciones de López no han sido halladas, y los historiadores no se ponen de acuerdo sobre si estaba autorizado a negociar directamente con Leblanc. No solo eludió la mediación del gobernador de Buenos Aires, encargado de las relaciones exteriores de la Confederación Argentina de acuerdo con el Pacto Federal, sino que al parecer ofreció a cambio retirar a Rosas el encargo de las relaciones exteriores.
En medio de la negociación llegó la noticia de la muerte de López, ocurrida el 15 de junio de ese año. Regresó rápidamente a Santa Fe, donde la legislatura lo eligió gobernador, cargo que asumió a principios de julio de 1838. Enseguida informó a la legislatura lo que había acordado con el jefe de la escuadra francesa. Aunque esta no llegó a responderle, tampoco lo desautorizó.
Rosas y Echagüe anunciaron que desconocían la autoridad de Cullen como gobernador; tanto por las negociaciones que había emprendido como por ser extranjero. Poco después invadía desde Buenos Aires el coronel Juan Pablo López, hermano de Estanislao, y derrotaba a las fuerzas provinciales en la batalla de El Tala de 1838; en septiembre, Cullen renunciaba, mientras su sucesor Elías Galisteo intentaba resistir a López con escasas fuerzas, que fueron fácilmente derrotadas.

## Huida
Huyó a Córdoba, donde se puso en contacto con los opositores del gobernador Manuel López, pero este tuvo rápidamente noticias de sus conspiraciones. Por ello debió huir nuevamente, esta vez hacia Santiago del Estero, donde fue alojado por el gobernador Juan Felipe Ibarra. Bajo esa protección participó en la organización de una campaña contra el gobernador cordobés. Cuando esta fracasó, Rosas pidió a Ibarra la entrega de Cullen, a la que el santiagueño se negó. Como Ibarra tardara en responder a sus exigencias, Rosas le envió varias copias de documentos para probarle sus negociaciones con los franceses, y su responsabilidad en la campaña contra Manuel López. Otra versión historiográfica establece que Rosas ya había exigido a Ibarra la entrega de Cullen desde su caída del gobierno, pero que el gobernador santiagueño solo accedió una vez fracasado el golpe de Estado en Córdoba, en el que también habría tomado parte.

## Ejecución
Finalmente Ibarra envió a Cullen prisionero hacia Buenos Aires. Nunca fue enjuiciado. Apenas pisó territorio bonaerense, en la posta de Vergara, dos kilómetros después de pasar el Arroyo del Medio (límite norte de la provincia de Buenos Aires), la guarnición que lo llevaba se encontró con el coronel Pedro Ramos (edecán de Rosas), quien lo mandó fusilar debajo de un ombú ―ahora llamado Ombú de Cullen― a la vera del actualmente abandonado Camino de Córdoba (que fue el camino desde Buenos Aires hacia Córdoba, el norte y el Alto Perú entre 1630 y 1840 aproximadamente), a unos 9 km al oeste del actual pueblo de Erézcano (unos 25 km al suroeste de la ciudad de San Nicolás de los Arroyos). Durante los años 1839 a 1841, muchos unitarios, y también varios federales antirrosistas, fueron muertos sin juicio por orden de Rosas, de sus enviados o de los jefes de la Mazorca. La muerte de Cullen fue una de las pocas que justificaría Rosas por razones políticas después de su caída. Su actuación tuvo aún una consecuencia más grave: había intentado unir en una alianza contra Rosas al gobernador de Corrientes, Genaro Berón de Astrada. Este inició una guerra contra Rosas que terminó con su derrota y muerte en la batalla de Pago Largo y en la matanza que siguió al combate.